# Smilax calophylla
Smilax calophylla là một loài thực vật có hoa trong họ Smilacaceae. Loài này được Wall. ex A.DC. miêu tả khoa học đầu tiên năm 1878.